# Julio María Sosa (médico)
Julio María Sosa Soumastre (Mercedes, 1 de julio de 1906 - Mérida (Venezuela), 10 de mayo de  1983) fue un médico uruguayo especializado en histología y neurología. Fue reconocido internacionalmente como una autoridad en el aparato de Golgi.

## Biografía
Se contó entre los discípulos de Américo Ricaldoni, al igual que otros profesionales como Juan Carlos Plá, Alberto Amargós, Ernesto Stirling, Rodolfo V. Tálice, Isidro Más de Ayala, Enrique Claveaux, Héctor Rosello y Ángel Gaminara.
Fue el primer director del Centro de Microscopía Electrónica de la Universidad de Los Andes (Venezuela).
Fue alumno de Clemente Estable con quien mantuvo una relación profesional durante décadas.

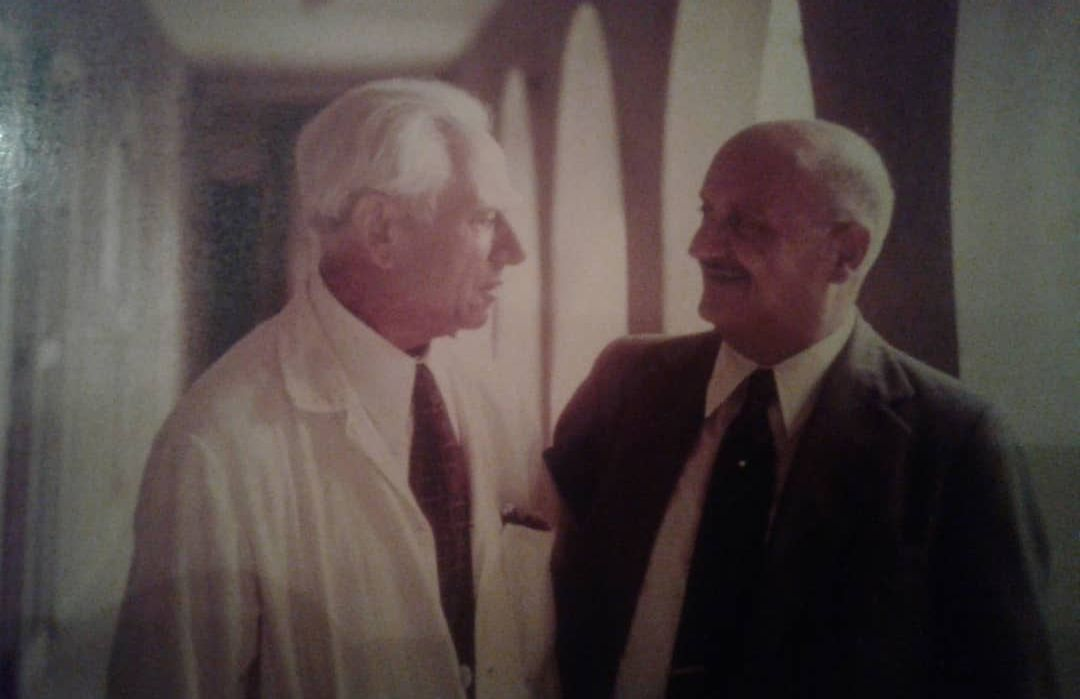
Julio Sosa Soumastre y Clemente Estable

## Obras
- El aparato de Golgi en la corteza cerebelosa en la avitaminosis experimental y en algunos estados (1928)
- Las variaciones fisiológicas del aparato de Golgi en las células de Furkinje del cerebelo (1931)
- Las reacciones patológicas del aparato de Golgí en las neuronas (1931)
- Contribución a la neurohistopatología de las avitaminosis experimentales (Avitaminosis B) (1931)
- Aparato de Golgi y nomenclatura celular (1931)
- El aparato de Golgi en el Asta de Ammon. Golgiocitoarquitectura. (1931)
- Panorama actual de la vida científica en los Estados Unidos de Norteamérica (1953)
- Santiago Ramón y Cajal (1952)